# Saint-Pierre-de-Bailleul
Saint-Pierre-de-Bailleul is een gemeente in het Franse departement Eure (regio Normandië). De plaats maakt deel uit van het arrondissement Les Andelys. Saint-Pierre-de-Bailleul telde op 1 januari 2022 975 inwoners.

## Geografie
De oppervlakte van Saint-Pierre-de-Bailleul bedroeg op 1 januari 2022 6,34 vierkante kilometer; de bevolkingsdichtheid was toen 153,8 inwoners per km².

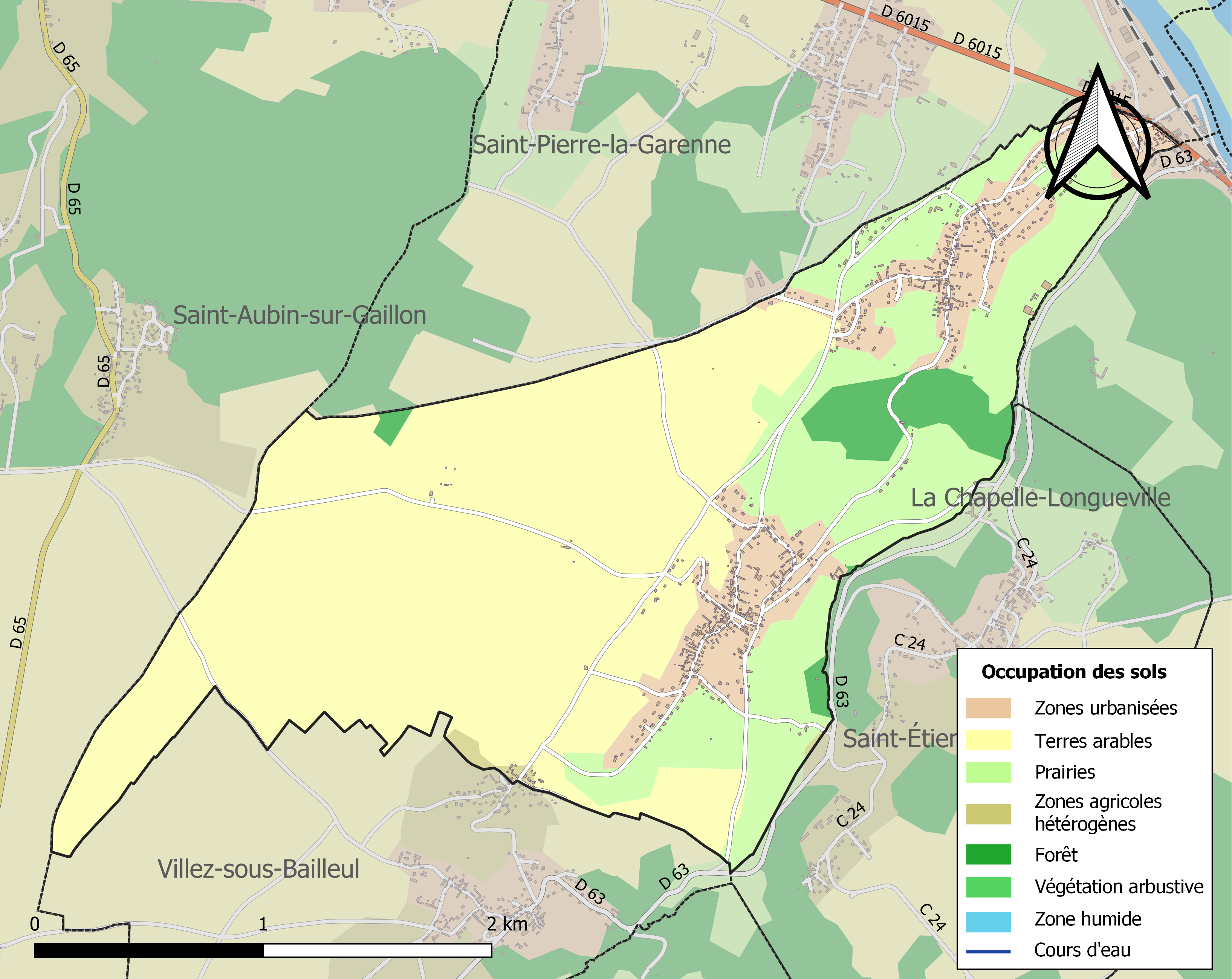
Kaart van de gemeente met belangrijkste infrastructuur, bodemgebruik en omliggende gemeenten

## Demografie
Onderstaande figuur toont het verloop van het inwonertal (bron: INSEE-tellingen).